# Rähtjátjávrre
Rähtjátjávrre, enligt tidigare ortografi Rätjat-Jaure, är en sjö i Jokkmokks kommun i Lappland och ingår i Luleälvens huvudavrinningsområde. Sjön har en area på 1,2 kvadratkilometer och ligger 743 meter över havet. Rähtjátjávrre gränsar mot Padjelanta Natura 2000-område. Rähtjátjávrre är ett av Sieberjåhkås källflöden. Sjön ligger i dalgången Amásvágge som sträcker sig in i Norge.
På Generalstabskartan från 1890 heter sjön Alemus Rättjaure, vilket senare blev enbart Rätjat-jaure.

## Delavrinningsområde
Rähtjátjávrre ingår i det delavrinningsområde (751513-153645) som SMHI kallar för Utloppet av Rätjat-Jaure. Medelhöjden är 836 meter över havet och ytan är 6,82 kvadratkilometer. Det finns inga avrinningsområden uppströms utan avrinningsområdet är högsta punkten. Vattendraget som avvattnar avrinningsområdet har biflödesordning 4, vilket innebär att vattnet flödar genom totalt 4 vattendrag (Sieberjåhkå, Vuojatädno, Stora Luleälven, Luleälven) innan det når havet efter 402 kilometer. Avrinningsområdet består mestadels av kalfjäll (78 procent). Avrinningsområdet har 1,2 kvadratkilometer vattenytor vilket ger det en sjöprocent på 17,6 procent.

## Galleri

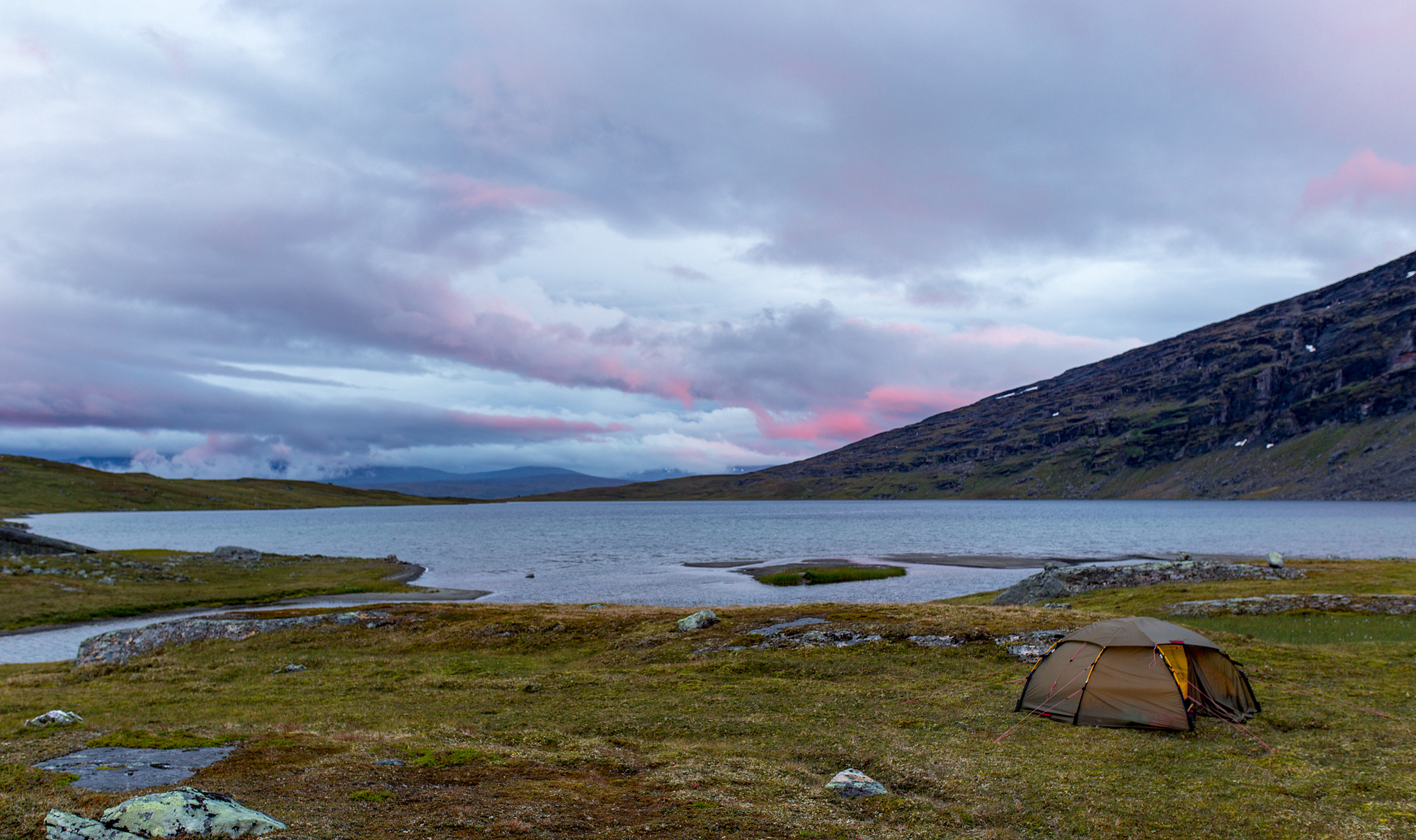
Rähtjátjávrre - vy mot öster från sjöns västra sida vid solnedgången.